# Muldenau
Muldenau is een plaats in de Duitse gemeente Nideggen, deelstaat Noordrijn-Westfalen, en telt 152 inwoners (31 december 2020).
Het dorpje ligt circa 9 km ten oosten van Nideggen-stad, halverwege de 4 km lange weg tussen Embken en het aan de Bundesstraße 56 gelegen Froitzheim, gem. Vettweiß.
In het Devoon, circa 240 miljoen jaar geleden, ontstonden in de omgeving van het dorp lagen Muschelkalk. Waar deze als rotsen aan de oppervlakte komen, is een zeldzame plantengemeenschap ontstaan, die onder natuurbescherming staat.
Naar een plaatselijk kasteel heette het plaatsje eeuwenlang Pissenheim. Vanwege begrijpelijke plagerijen over deze naam werd deze in 1919 in het huidige Muldenau veranderd.

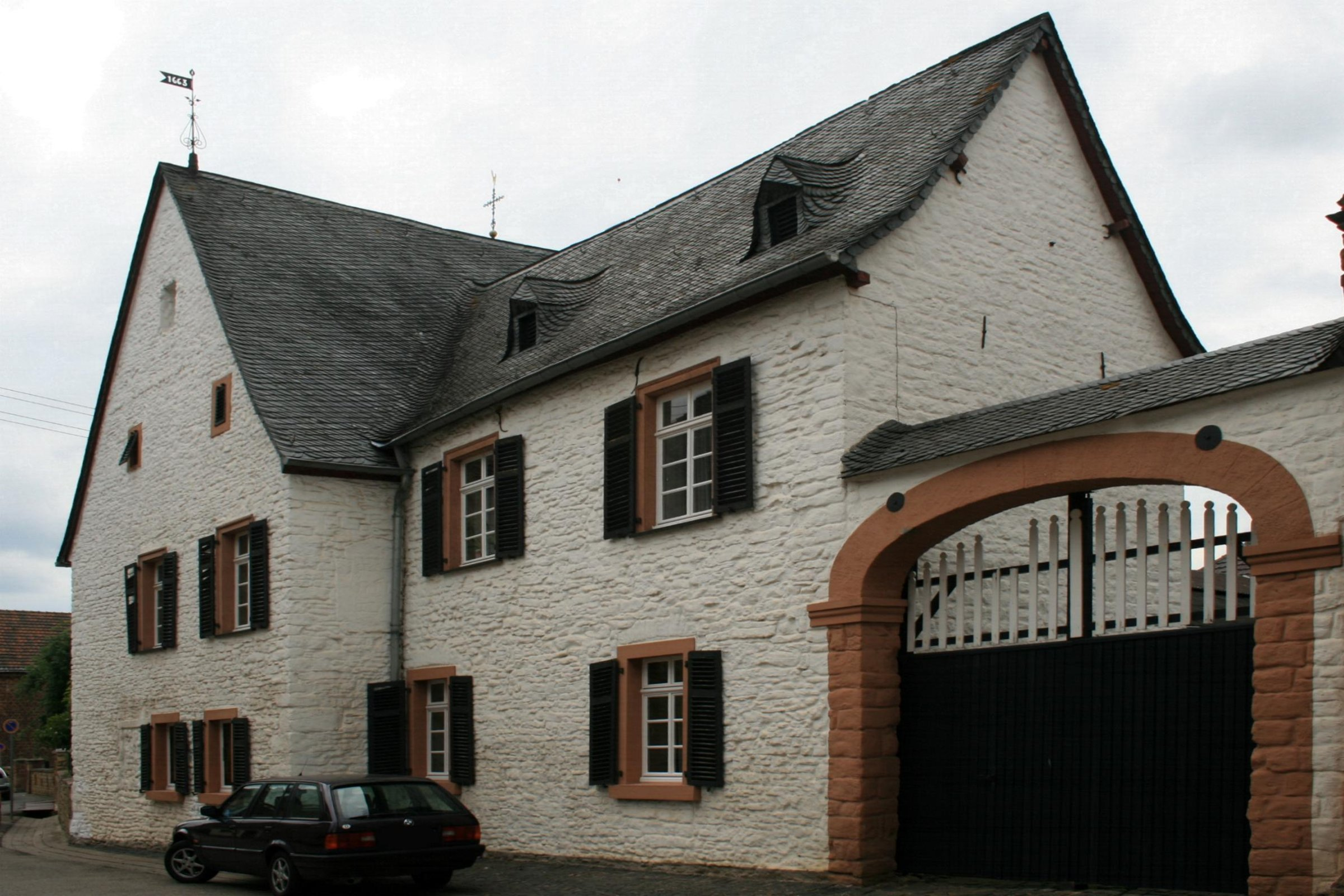
Boerderij
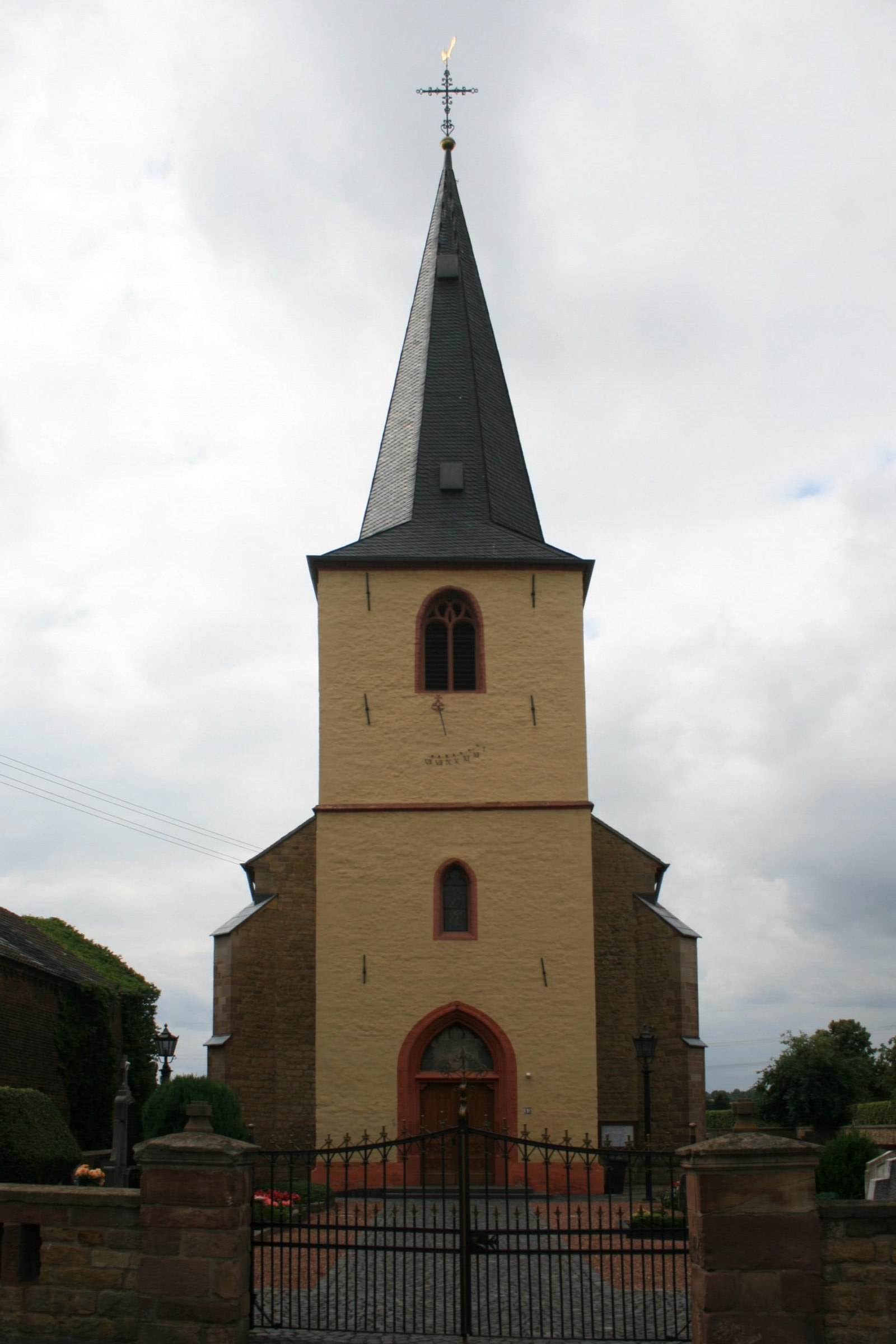
R.K. St. Barbarakerk (1866; toren 15e-eeuws)